# Zetti

Logo von Zetti

Zetti ist seit 1994 eine Marke des Süßwarenherstellers Goldeck Süßwaren GmbH (Sitz: Leipzig). Die Produkte werden im sachsen-anhaltischen Zeitz hergestellt.

## Geschichte
Die Geschichte der Marke Zetti ist mit der Geschichte des Unternehmens Goldeck in Leipzig und mit der Geschichte der Zuckerwarenherstellung in Zeitz verbunden.

### Unternehmensgründungen und Geschichte bis 1953

#### Goldeck in Leipzig

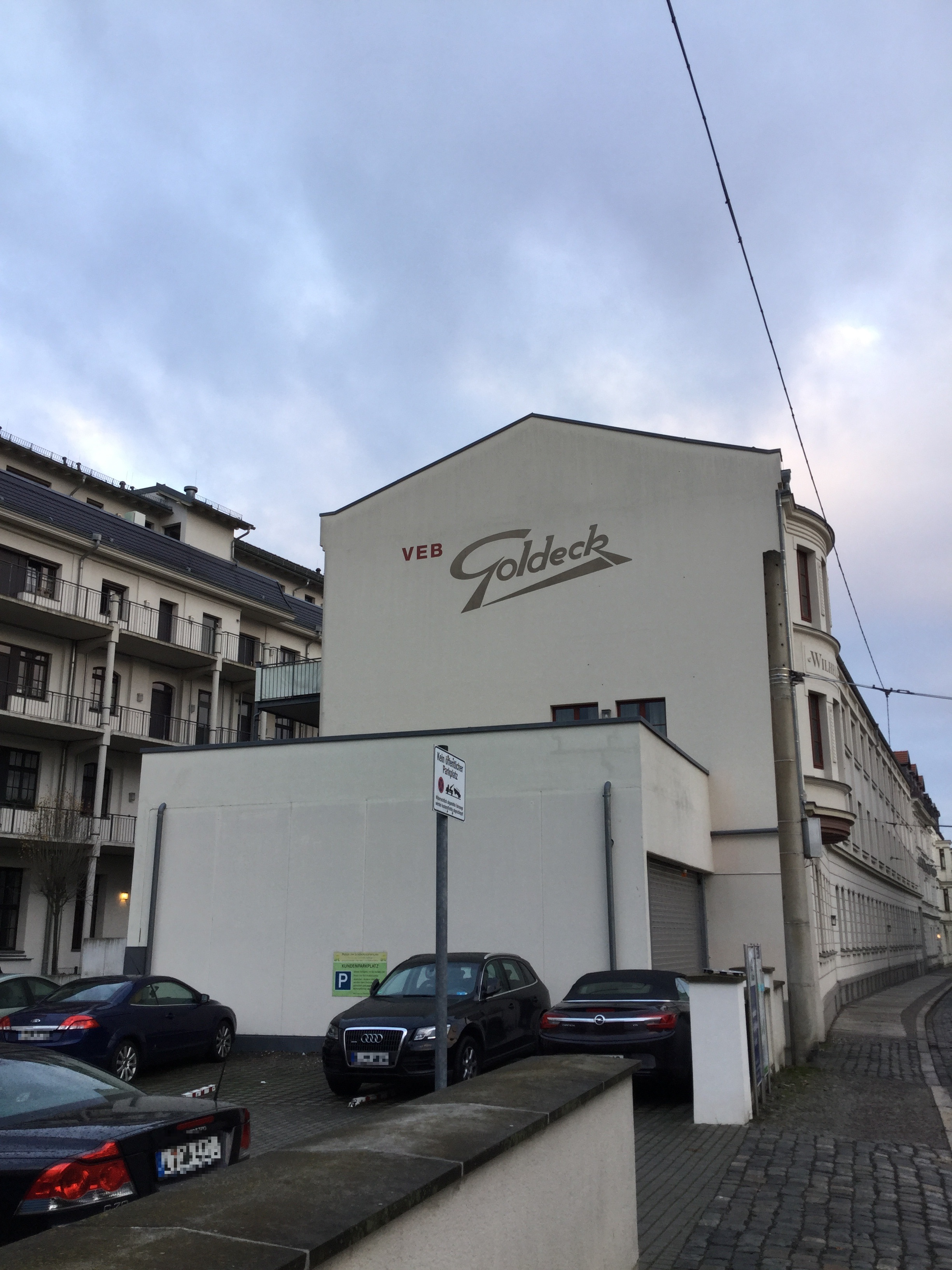
Ehemalige Fabrik Goldeck in Leipzig

1821 gründete Wilhelm Felsche in Leipzig eine Konditoreiwarenhandlung. Der Betrieb erweiterte sein Tätigkeitsfeld 1835 mit dem Café Français am Leipziger Augustusplatz. Die Schokoladenherstellung wurde 1841 nach Reudnitz verlegt. 1845 erwarb Felsche zu Produktionszwecken auch das Grundstück neben dem Kaffeehaus am Augustusplatz. 1862 erhielt er den Titel „Königlicher Hoflieferant“. Sein Schwiegersohn Adolph Schütte-Felsche verlagerte die Schokoladenerzeugung 1873 nach Gohlis.
Ein weiterer großer Leipziger Schokoladenpionier war F.O. Richter, dessen Unternehmen später zu Goldeck kam.
In den Jahren des Zweiten Weltkriegs dienten die Produktionsanlagen nicht nur zur Herstellung von Schokolade und Kakao, sondern auch von Haferflocken und Hafermehl.
1949 zogen die Inhaber der Schokoladenfabrik nach Hamburg, um dort eine Zweigniederlassung des Unternehmens Wilhelm Felsche zu eröffnen.

#### Vorläufer von Zetti in Zeitz

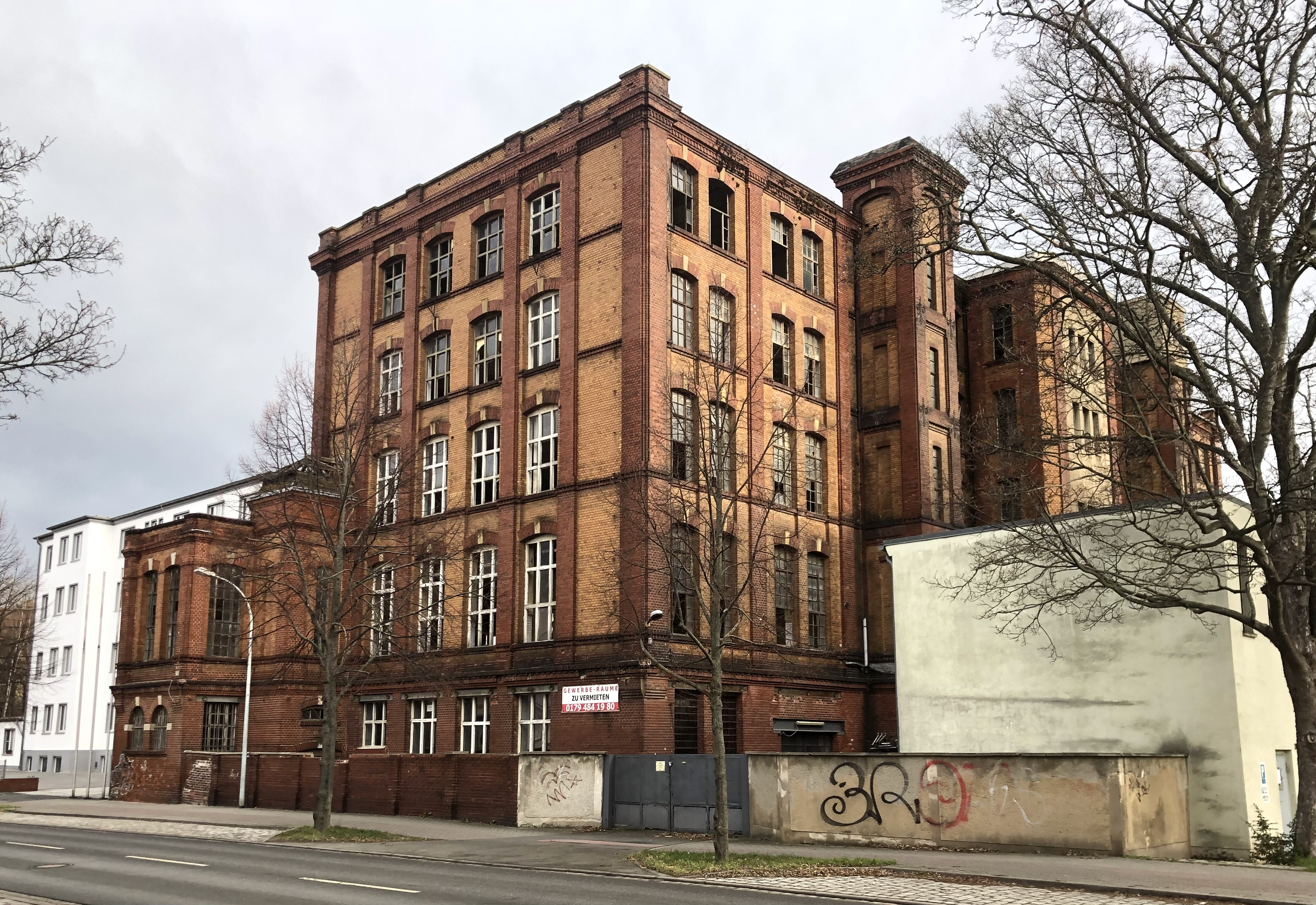
Produktionsstätte an der Donaliesstraße in Zeitz

1831 gründete Friedrich August Oehler (1801–1859) in Zeitz eine Material-, Tabak- und Farbwarenhandlung. Die Produktion von Back- und Zuckerwaren begann 1846. Sein Schwiegersohn H. R. Gustav Donalies erweiterte die Produktpalette von Makronen, Pumpernickel und Zuckerbrot mit Raffinade, Dragées und Karamellbonbons. 1894 erwarb Donalies ein 10.000 m² großes Gelände im Norden von Zeitz. Die Firma Oehler produzierte bis in die 1950er Jahre an diesem Standort.

### Entwicklungen in der DDR
Die in der Sowjetischen Besatzungszone und der DDR durchgeführten Enteignungen und Verstaatlichungen von Privatunternehmen betrafen auch die Süßwarenbetriebe. Aus Felsche wurde 1953/1955 der VEB Süßwarenfabrik Goldeck. 1962 fusionierte dieser Betrieb mit dem VEB Empor (vormals F.O. Richter) zum VEB Leipziger Süßwarenbetrieb. Die Produktion konzentrierte sich auf Weichkaramellen, Kakao, Kakaobutter und Überzugsmassen. In den VEB Leipziger Süßwarenbetrieb wurden später weitere Betriebe integriert, wie beispielsweise der VEB Dropsfabrik Taucha (vormals Bonbon Fabrik Afro Werk Adolf Frost & Co.) und der VEB Zuckerverarbeitung Leipzig. 1980 wurde der VEB Leipziger Süßwarenbetrieb in den neu gegründeten VEB Kombinat Süßwaren Delitzsch eingegliedert.
1953 wurde F.A. Oehler Teil der VVB Süßwarenindustrie Dresden, die 1955 die Schokoladenproduktion wieder aufnahm. 1970 startete der Betrieb die Herstellung kleinformatiger Schokoladentafeln (10 g und 25 g), die die Marke „Zetti“ populär machten, denn der Betriebsteil in Zeitz blieb als VEB Zetti Schokoladen- und Zuckerwaren Zeitz, Betrieb des VEB Kombinat Süßwaren erkennbar. Die Verpackung war mit verschiedenen Motiven bedruckt, unter anderem mit Figuren aus der Kindersendung Unser Sandmännchen. In den 1970er Jahren begann auch die Produktion von Zetti Knusperflocken.
1980 erfolgte die Integration des VEB Süßwaren Naumburg, der sich auf Kaubonbons spezialisiert hatte. 1989 erzeugte der VEB Zetti Schokoladen- und Zuckerwaren Zeitz neben Schokoladentafeln und Knusperflocken auch Kakao-, Fondant-, Gelee-, Dragée- und Schaumzuckerwaren sowie Nuss-Nougat Creme und Baumbehang.

### Veränderungen nach 1990
Nach der Wende wurde die Leipziger Süßwaren GmbH alleinige Rechtsnachfolgerin in Leipzig. Dem Unternehmen gelang es allerdings nicht, sich mit seinen Produkten am Markt zu behaupten, es ging in Liquidation, Teile der Produktion wurden im Dezember 1991 stillgelegt. 1992 erwarb die Holding Ost Com mit Sitz im Kanton Zug, Schweiz den früheren Betriebsteil Empor und setzte die Produktion fort. Der Zusammenbruch der Ost Com betraf das Unternehmen peripher. 1993 wurde die heutige Goldeck Süßwaren GmbH gegründet, sie steuerte den Geschäftsbetrieb. 1994 übernahm die Goldeck Süßwaren GmbH die Produktionsanlagen und nutzte die Markenrechte von Zetti, Zeitz.
1999 gab das Unternehmen den Produktionsstandort Leipzig und den Standort in der Zeitzer Donaliesstraße auf. Statt in alten Fabrikgebäuden erfolgt die Herstellung seither ausschließlich in neuen Produktionshallen im Nordosten von Zeitz.
DZ Equity Partner, die Beteiligungsgesellschaft der DZ Bank, erwarb 2011 einen Minderheitsanteil von Goldeck. Die Erhöhung des Eigenkapitals stellte die Mittel für die Modernisierung und eine Erweiterung der Produktionshallen für neue Fertigungslinien zur Verfügung.
2013 kam es zu einem zweieinhalbwöchigen Produktionsausfall durch das Junihochwasser.

## Markenrechte, Produkte und Marketing

### Markenrechte
Die Goldeck Süßwaren GmbH ist im Register des Deutschen Patent- und Markenamtes seit 1998 als Inhaberin der Markenrechte an Zetti eingetragen. Mit Stand Anfang November 2016 sind dort 60 unterschiedliche Marken beziehungsweise Wort-Bild-Marken registriert.

### Produkte
In der zweiten Hälfte der 1990er Jahre strich die Goldeck Süßwaren GmbH eine Vielzahl von Produkten aus dem überlieferten Sortiment. Nach dieser Reduktion der Produktvielfalt konzentrierte sich das Unternehmen zunächst auf Zetti Knusperflocken (bereits seit Ende 1995), ergänzte diese ab 1998 um Bambina und seit 2000 auch um Schlager-Süßtafel und Cocos in Schokolade. Cornusso ist seit 2005 auf dem Markt. Überdies bietet der Hersteller eine Reihe von Schokoladen und Spezialitäten sowie saisonale Produkte an.

### Bekanntheit, Marketing und Distribution
Die Marke insgesamt sowie einige Produkte verfügen in den neuen Bundesländern über eine sehr hohe Bekanntheit. So hatte die Marke Zetti 1997 einen Bekanntheitsgrad von 74 Prozent. Die Schlager-Süßtafel kannten im Jahr 2000 96 Prozent der Befragten.
In den vergangenen Jahren traten Eberhard Cohrs und Stefan Kretzschmar in der Zetti-Werbung als Testimonials auf. Seit 2001 beteiligt sich Zetti an einer „Sicherer Schulweg“-Maßnahme von MDR Jump, bei der unter anderem Schulanfänger beschenkt werden. Der Süßwarenhersteller erreicht auf diese Weise rund 75.000 Haushalte. Wiederholt nutzte Goldeck Süßwaren auch Karneval, Fastnacht und Fasching, um Cross-Promotion zu betreiben. Ähnliches gilt auch für die Zusammenarbeit mit Unicum (bundesweite Ansprache von Hochschulanfängern) und für die Zusammenarbeit mit McDonald’s.
Die neuen Bundesländer gelten als Kernabsatzgebiet; in den alten Bundesländern ist Zetti seit 1999 vertreten. Der Einstieg gelang unter anderem mit Hilfe des Vertriebspartners Lekkerland, der Zetti-Produkte zunächst an Tankstellen, in Kiosken und in Kantinen platzierte. Spätestens seit 2002 ist Zetti im Handel bundesweit gelistet. Ein Jahr später verkauften beispielsweise Edeka, Spar, Coop und ein Großteil der Rewe-Gruppe Zetti-Produkte. 2016 bieten „nahezu alle großen Handelsketten in Deutschland“ Zetti-Produkte an.

## Auseinandersetzungen
Ein betriebsinterner Konflikt ereignete sich 1998, als ein Großteil der Beschäftigten streikte, um höhere Löhne durchzusetzen. Der einmonatige Arbeitskampf endete Anfang September mit der Einigung auf eine mehrstufige Lohnerhöhung und einen Haustarifvertrag.
Goldeck Süßwaren erhob Ende 2015 gemeinsam mit anderen Unternehmen Klage gegen das Zuckerkartell, das die Zuckerhersteller Pfeifer & Langen, Südzucker und Nordzucker zum Zweck von Preisabsprachen gebildet hatten.